# 9800
9800(구천팔백)은 9799보다 크고 9801보다 작은 자연수다.

## 수학
- 합성수로, 그 약수는 총 36개다. (1, 2, 4, 5, 7, 8, 10, 14, 20, 25, 28, 35, 40, 49, 50, 56, 70, 98, 100, 140, 175, 196, 200, 245, 280, 350, 392, 490, 700, 980, 1225, 1400, 1960, 2450, 4900, 9800)
  - 9800의 진약수의 합은 16705이므로, 9800은 과잉수다.
- 60번째 아킬레스 수이자, 가장 큰 네 자리 아킬레스 수다. 앞의 아킬레스 수는 9747, 다음은 10125다.
- {\displaystyle 9800=98\times 100}
  - 연속하는 두 짝수의 곱으로 나타낼 수 있으며, 이 성질을 지닌 앞의 수는 9408, 다음 수는 10200이다.
- {\displaystyle 9800=14^{2}+98^{2}}
  - 서로 다른 두 자연수의 제곱합으로 나타낼 수 있는 수다.

## 과학·기술
- HP 9800 시리즈(영어판): 휴렛 팩커드(HP)의 계산기.
- PC-9800 시리즈: 일본 전기(NEC)의 개인용 컴퓨터 시리즈.
- 블랙베리 터치 9800(영어판): 블랙베리의 스마트폰.
- No. 9800: 미쓰비시 연필의 연필 제품.

## 기타
- 연도: 9800년, 기원전 9800년

## 같이 보기
- 9000